# Bistum Digos
Das Bistum Digos (lat.: Dioecesis Digosensis) ist eine im Süden der Insel Mindanao auf den Philippinen gelegene römisch-katholische Diözese mit Sitz in Digos. Es umfasst die philippinischen Provinz Davao del Sur.

## Geschichte
Papst Johannes Paul II. gründete es mit der Apostolischen Konstitution Sacer praesul Ecclesiae am 5. November 1979 aus Gebietsabtretungen des Erzbistums Davao, dem es auch als Suffragandiözese unterstellt wurde.

## Bischöfe von Digos
- Generoso C. Camiña PME (20. Dezember 1979 – 11. Februar 2003, zurückgetreten)
- Guillermo Dela Vega Afable, seit dem 11. Februar 2003

## Weblinks

Wappen des Bistums Digos